# Epirinus convexus
Epirinus convexus là một loài bọ cánh cứng trong họ Bọ hung (Scarabaeidae).